# مسجد التهيمية الغربي
مسجد التهيمية الغربي أحد مساجد قرية التهيمية التي اشتهرت بكثرة مساجدها في عهدٍ ماضي، يعود تاريخ المسجد إلى العهد العثماني، يقع المسجد في قرية التهيمية التي تبعد عن مدينة الهفوف قرابة 12 كيلومتر، ويحتوي مسجد التهيمية الجنوبي على مصلى وغرفة تستخدم للإمام وباحة خارجية، كما يمتاز بالزخرفة الجصية التي تزيّن مداخله ونوافذه وفتحاته.

## التسمية
سمي المسجد بالتهيمية نسبة إلى القرية التي يقع بها وهي قرية التهيمية شرق الأحساء، كانت القرية تُسمى بـ«التيمية» وقد كانت مقرًا للواء التيمية في عصر الدولة العثمانية. اشتهرت التهيمية في القرنين الثامن والتاسع الهجري باسم «قرية الأربعين مسجد»، حيث كانت تضُم القرية ما مجموعه 40 مسجدا، إلا أنه لم يتبقى من هاته المساجد سوى 11 مسجدًا من ضمنهم مسجد التهيمية الغربي ومسجد التهيمية الشرقي ومسجد الرسول الأعظم ومسجد الزهراء ومسجد زين العابدين.

## البناء
المسجد مبنى من الطين، وبه ثلاث أروقة وباحة داخلية ومحاط بسور خارجي وله باب من الناحية الجانبية، محاط بالنخيل وبالجبال الرسوبية لجبل القارة وآثار بعض الحصون والبيوت القديمة.

## التطوير
في 2015، وضعت هيئة السياحة في الأحساء برامج لتطوير قصور ومساجد الأحساء الأثرية لتأهيلها للاستثمار. في مارس 2017 وضعت الهيئة العامة للسياحة والتراث الوطني دراسة لحصر المساجد التاريخية في الأحساء وتحديد مدى احتياجها للتأهيل والترميم. وانتهت الدراسة إلى حصر 8 مساجد هي: مسجد جواثا، وجامع الجبري، وجامع القبة في قصر إبراهيم التاريخي، ومسجد البطالية، ومسجد التهيمية الشرقي، ومسجد التهيمية الغربي، ومسجد ميناء العقير التاريخي، ومسجد الدبس (الفاتح). في أغسطس 2017 أدرجت الهيئة العامة للسياحة والتراث الوطني السعودية 11 مسجدًا تاريخيًا في الأحساء وهم الباقون من الأربعين مسجد كان من بينهم مسجد التهيمية الشرقي.